# Algebra Cohena
Algebra Cohena – algebra Boole’a, która jest gęstą podalgebrą uzupełnienia pewnej wolnej algebry Boole’a. Algebry Cohena są narzędziem wykorzystywanym w teorii forsingu.